# Callogorgia kinoshitae
Callogorgia kinoshitae is een zachte koraalsoort uit de familie Primnoidae. De koraalsoort komt uit het geslacht Callogorgia. Callogorgia kinoshitae werd in 1913 voor het eerst wetenschappelijk beschreven door Kükenthal. 